# Celtic Woman: Postcards from Ireland
Postcards from Ireland (en español Postales de Irlanda) es el decimocuarto álbum de estudio del conjunto musical irlandés Celtic Woman, lanzado el 29 de octubre de 2021 por Manhattan Records y distribuido por Universal Music.

## Antecedentes
El 19 de abril de 2021 se dio a conocer la preparación de una nueva gira musical de Celtic Woman llamada "Postcards from Ireland", sustituyendo a la gira por el 15° aniversario de la agrupación, cancelada en el primer trimestre de 2020 por la pandemia del COVID-19 y cuya reprogramación estaba aun pendiente para llevarse a cabo en 2021 o 2022 dentro de lo posible. La preventa de entradas para esta gira de conciertos inició el mismo día y la venta general en la semana siguiente.

### Muirgen, la nueva integrante
El 4 de junio de 2021 fue anunciado que la cantante irlandesa Muirgen O'Mahony se uniría al grupo como nueva integrante a tiempo completo en sustitución de la cantante Máiréad Carlin, quien dejó la agrupación a principios de 2021 para dedicarse a sus proyectos en solitario.

### Contenido
El álbum se compone de 13 temas, en su mayoría material inédito del grupo, mientras que solo dos canciones (May It Be y Black Is the Colour) son nuevas versiones de otras interpretaciones incluidas en álbumes anteriores del conjunto. El álbum y el correspondiente tour son propuestos como «una celebración de la rica herencia musical y cultural de Irlanda; llevando al público en un viaje de historias y canciones a través de la Isla Esmeralda». Contiene canciones tradicionales y destacadas de o relacionadas a Irlanda como Bonny Portmore (popularizada por artistas como Loreena McKennitt) y Wild Mountain Thyme.

### Producción e Intérpretes
El álbum fue producido por el productor irlandés Daragh O'Toole, nuevo encargado de dirigir los proyectos del grupo luego de la salida de su anterior productor Gavin Murphy. Cuenta con la participación de las vocalistas Chloë Agnew, Megan Walsh, Muirgen O'Mahony y la violinista Tara McNeill. Este es el primer álbum que cuenta con la participación de Agnew nuevamente tras su salida del grupo en agosto de 2013, quien se reincorporó en febrero de 2020 para participar en la gira musical por los 15 años del grupo. También cuenta con la participación especial de Susan McFadden, quien por maternidad y proyectos personales dejó la agrupación en 2018 y su aparición en Postcards from Ireland cuenta como su primera grabación de estudio en cinco años desde la publicación del décimo primer álbum del grupo Voices of Angels, de 2016.
Por primera vez en la historia de Celtic Woman, cuentan con la participación de invitados especiales en la edición estándar de un álbum de estudio, en este caso, el grupo musical inglés de Bristol, The Longest Johns, en la canción Beeswing.

### Anuncio y Promoción
El anuncio oficial del álbum se dio el 10 de septiembre siguiente, cuando estrenaron el primer single del álbum, The Dawning of the Day. El mismo día se inició la campaña de preventa del álbum en formato digital y el 24 de septiembre se dispuso la preventa para adquirir el CD. Este primer track publicado contó con un videoclip con la letra de la canción y de fondo con variadas tomas de paisajes naturales de Irlanda y otras escenas.
Mise Éire fue el segundo single del álbum, estrenado el 8 de octubre, el cual también contó con un videoclip con la letra e imágenes de Irlanda.
El mismo día de la publicación del álbum también se lanzó como single el cuarto tema de éste, Wild Mountain Thyme, sin embargo el videoclip para esta canción es una filmación exclusiva en donde aparecen las integrantes y es parte del material para el especial de televisión que han preparado y subsecuentemente el DVD & Blu-ray de este álbum.

### Especial de televisión y DVD
A diferencia de todos los especiales de televisión y DVDs del grupo —grabados ante audiencias en aforos llenos— debido a las restricciones sanitarias por COVID-19 en esta oportunidad no fue posible hacerlo de igual forma, sin embargo el formato se ajustó para grabar a lo largo de variadas locaciones de Irlanda una serie de videos correspondientes a cada tema del álbum y otras canciones del repertorio del grupo. Este especial será emitido desde noviembre de 2021 por PBS en los Estados Unidos y lanzado en DVD y Blu-ray a comienzos de 2022.

## Lista de temas
| Postcards from Ireland |                                                                             |                                    |          |  |
| N.º                    | Título                                                                      | Intérprete(s)                      | Duración |  |
| 1.                     | «The Dawning of the Day»                                                    | Agnew · O'Mahony · Walsh · McNeill | 3:54     |  |
| 2.                     | «Bonny Portmore»                                                            | Megan Walsh                        | 4:00     |  |
| 3.                     | «Mise Éire»                                                                 | Agnew · O'Mahony · Walsh · McNeill | 3:52     |  |
| 4.                     | «Wild Mountain Thyme»                                                       | Agnew · O'Mahony · Walsh · McNeill | 3:55     |  |
| 5.                     | «Beeswing» (con The Longest Johns)                                          | Agnew · O'Mahony · Walsh · McNeill | 4:48     |  |
| 6.                     | «Down by the Salley Gardens»                                                | Muirgen O'Mahony                   | 4:10     |  |
| 7.                     | «Where Sheep May Safely Graze»                                              | Tara McNeill                       | 3:58     |  |
| 8.                     | «Angel»                                                                     | Chloë Agnew                        | 4:36     |  |
| 9.                     | «The Lakes of Pontchartrain»                                                | Walsh · McNeill                    | 3:56     |  |
| 10.                    | «May It Be» (Originalmente incluida en el álbum ‘Celtic Woman’ (2005))      | Susan McFadden                     | 3:11     |  |
| 11.                    | «The Calm of the Day / The Banshee»                                         | Tara McNeill                       | 2:57     |  |
| 12.                    | «The Galway Shawl»                                                          | Agnew · O'Mahony · Walsh · McNeill | 4:04     |  |
| 13.                    | «Black Is the Colour» (Originalmente incluida en el álbum ‘Believe’ (2012)) | Agnew · O'Mahony · Walsh · McNeill | 3:33     |  |
| 50:54                  |                                                                             |                                    |          |  |

## Personal
Músicos
| - Daragh O'Toole - Piano · Teclados - Kieran Leonard - Batería · Bodhrán · Percusión - Caitríona Frost - Percusión | - Darragh Murphy - Flauta irlandesa · Gaita irlandesa - John Hunt - Gaita - Anthony Byrne - Gaita | - Johnny Boyle - Batería · Percusión - Brian Murphy - Guitarra · Mandolina · Banyo |

The Orchestra of Ireland
| - Daragh O'Toole - Director de orquesta - David Brophy - Director musical · Conductor - Elaine Clark, Sebastian Liebig, Orla Ní Bhraoin, Catherine McCarthy, Ting Zhong Deng, Audrey McAllister, David Clark, Brona Fitzgerald, Sylvia Roberts, Anne Harte, Dara Daly, Claudie Driesen, Karl Sweeney - Primer violín - David MacKenzie, Elizabeth McLaren, Joanne Campbell, Mary Wheatley, Paul Fanning, Rosalind Brown, Melanie Cull, Evelyn McGrory, Elena Quinn, Jenny Burns Duffy, Magda Kowalska, Dara O'Connell - Segundos violines | - Adèle Johnson, Francis Harte, Randal Devine, Áine O’Neill, Niamh Nelson, Margarete Clark, Cliona O'Riordan, Adele Greene, Neil Martin - Violas - Martin Johnson, Polly Ballard, Violetta-Valérie Muth, Niall O’Loughlin, Peter Hickey, Úna Ní Chanainn, Elizabeth Fletcher, Katie Tertell - Violonchelos - Dominic Dudley, Mark Jenkins, Waldemar Kozak, Helen Morgan, Jenni Meade, Edward Tapceanu - Contrabajo - Catriona Ryan, Ríona Ó Duinnín - Flautas - Sinéad Farrell - Flautín - Matthew Manning, Sylvain Gnemmi - Oboe - Deborah Clifford - Corno inglés | - John Finucane, Matthew Billing - Clarinetes - Fintan Sutton - Clarinete bajo - Greg Cowley - Fagot - Bethan Watkeys, David Atcheler - Trompa - Graham Hastings, Colm Byrne, Killyan Bannister - Trompetas - Jason Sinclair, Gavin Roche - Trombones - Seán Fleming - Trombón najo - Francis Magee - Tuba - Jonathan Herbert - Timbal · Percusión - Richard O'Donnell, Bernard Reilly - Percusión - Andreja Malír - Arpa |

Personal general del álbum
| - Chloë Agnew, Megan Walsh, Muirgen O'Mahony - Voces principales - Tara McNeill - Violín · Arpa - Susan McFadden - Voz principal ("May It Be") | - Andy Yates - Voz principal ("Beeswing") - Dave Robinson, Jonathan Darley, Robbie Stattin - Voces secundarias ("Beeswing") - Daragh O'Toole - Productor · Arreglista | - Michael Manning - Ingeniero de audio - Simon Gibson - Ingeniero de masterización - Ger McDonnell - Mezcla |